# Calyptranthes estremenae
Calyptranthes estremenae är en myrtenväxtart som beskrevs av Brother Alain. Calyptranthes estremenae ingår i släktet Calyptranthes och familjen myrtenväxter.
Artens utbredningsområde är Puerto Rico. Inga underarter finns listade i Catalogue of Life.